# Collège Sainte-Anne
Le Collège Sainte-Anne est une corporation canadienne privée d'écoles primaire, secondaires et préuniversitaire fondées en 1861, le collège situé à Montréal, QC, Canada, dans les arrondissements de Lachine, de Dorval et d'Outremont.

## Histoire
Le Collège Sainte-Anne ouvre ses portes en 1861 sous l’impulsion d’Esther Blondin, fondatrice des Sœurs de Sainte-Anne. Nommé Villa Anna, l’établissement acquiert vite une grande renommée. Le nombre d’élèves augmente sans cesse et les programmes d’études se diversifient. Le collège est devenu laïque en 1998, le Collège se distingue à l’aube des années 2000 en offrant une éducation internationale et en intégrant la technopédagogie dans l’enseignement. En 2011, le secteur collégial accueille ses premiers étudiants et l’été 2015 marque l’ouverture de l’Académie Sainte-Anne, qui accueille les élèves du préscolaire et du primaire, mais la moitié de l'Académie sera brulée. En automne de 2022 le Collège Sainte-Anne ouvre une nouvelle école secondaire sur le campus de Dorval.

## Congrégation des Sœurs de Sainte-Anne
Les sœurs ne sont plus influentes au sein de l'institution, mais demeurent à la Maison mère des sœurs de Sainte-Anne, située à Lachine et poursuivent leurs implications sociales.

## Programmes
Le Collège Sainte-Anne à 10 programmes qui permettent à leurs élèves de vivre leurs passion,.

## Système d'apprentissage
Le collège Sainte-Anne est très différent aux autres écoles secondaires puisqu'il se concentre plus sur l'autonomie que sur les notes académiques. Aussi, l'école a 10 programmes technopédagogues.

## Classement dans les écoles privées de Québec
Il est en 9e place dans les écoles privées de Québec.

## Statut Juridique
Fondé en 1861, le Collège Sainte-Anne a connu plusieurs types de juridiction légale. L'actuelle situation juridique du Collège remonte à 2014, lors de la fusion du Collège Sainte-Anne de Lachine avec le Queen of Angels Academy, ce qui a donné lieu à une nouvelle entité : le Collège Sainte-Anne. C'est en 1998 que la congrégation des Sœurs de Sainte-Anne confiait à une nouvelle corporation l'entière autonomie de gestion. https://sainteanne.ca/administration/

## Écoles partenaires
Le Collège Sainte-Anne maintient un réseau de 17 écoles partenaires sur 6 des 7 continents, ce qui permet à ses étudiants de faire des échanges étudiants partout dans le monde.

## Uniforme
Le Collège propose un uniforme unisexe et un uniforme féminin. L'uniforme unisexe est composé d'une veste ou d'un pull, d'un t-shirt, d'un t-shirt henley, d'un pantalon jeans et d'un bermuda. La collection féminine se compose d'une veste ou d'un pull, d'un t-shirt, d'un t-shirt henley, d'une jupe, d'un bermuda et d'un pantalon jeans.

## Héraldique

Les armes de l'école sont conçes par Manon Labelle, héraut Miramichi, avec l'assistance des hérauts de l’Autorité héraldique du Canada et concédées en 2010 par lettre patente parue le 23 octobre dans la Gazette du Canada.
Le blasonnement officiel en français est : D’argent à la barre d’azur chargée d’une fleur de lis d’or, accostée de deux clés d’azur.

### Problématique liée au blasonnement
Le blasonnement ne permet pas de rendre compte du dessin officiel réalisé par David Farrar, artiste héraldique lié à l'autorité héraldique canadienne.
Bien que le blasonnement soit disponible en français, il se réfère au blason canadien et non au blason français.
Selon les normes héraldiques du blason français, il faut corriger le blasonnement :
- remplacer accosté en côtoyé, accosté s'applique aux figures verticales, ce qui n'est pas le cas d'une barre
- indiquer la position particulière de la clé en pointe qui est versée et contournée
- indiquer la position particulière de la fleur de lis qui n'est pas dans le sens de la barre comme cela devrait être le cas pour une chargeure

Ce qui donne le blasonnement corrigé : D'argent à la barre côtoyée de deux clés, celle en pointe versée contournée, le tout d'azur, la barre chargée d'une fleur de lis d'or posée à plomb.

#### Symbolique
L'utilisation de l'azur (bleu) est une référence à la couleur emblématique du collège Sainte-Anne de Lachine.
La barre fait référence au canal de Lachine qui passe devant le collège.
La fleur de lis est un lien vers la région de Québec.
Les clés marquent la prise de possession par les sœurs de Sainte-Anne du manoir Simpson le 1er mai 1861.
Les clés ont un rôle évocatoire du rôle de gardien et transmetteur de savoir et de réussite des élèves de l'école.
Anecdote : La Clé est le nom du journal interne du collège.

### Ornements extérieurs
- Cimier : dôme du collège au naturel mouvant d’un livre ouvert du même relié d’azur posé à plat
- Devise : COGNOSCI UT MELIUS FACIAS (Savoir pour faire mieux)
- Supports : Deux dragons d’azur armés et rehaussés d’or tenant chacun une lanterne, debout sur un mur de pierre, le tout au naturel

#### Symbolisme des ornements extérieurs
Le dragon est la mascotte du collège que l'on retrouve sur les logos ainsi que dans les noms de équipes de sport.
La lanterne tenue par les dragons fait référence au phare de Lachine ainsi qu'à la lumière guidant les élèves vers la réussite.
Le mur de pierre fait référence au fait que les sœurs ont eu l'autorisation de réutiliser les pierres du canal de Lachine pour l'agrandissement du collège.